# ماري كيركوود
ماري كيركوود (بالإنجليزية: Mary Kirkwood)‏ هي مُدرسة ورسامة أمريكية، ولدت في 21 ديسمبر 1904 في هيلسبورو في الولايات المتحدة، وتوفيت في 17 يونيو 1995 في موسكو في الولايات المتحدة.